# Jan III. Sobieski pri Dunaju
Jan Sobieski pri Dunaju (ali Zmaga na Dunaju, poljsko Zwycięstwo pod Wiedniem)  je slika Jana Matejka, naslikana v letih 1882-1883 in je trenutno v Vatikanskih muzejih v Rimu.
Matejko je začel risati prve skice za sliko leta 1879. V hiši Jana Matejka v Krakovu je oljna skica za to sliko, naslikana leta 1880. Končno različico slike je Matejko začel slikati konec leta 1882. Ob 200-letnici zmage na Dunaju 12. septembra 1883 je bila slika razstavljena na Dunaju. Avstrija je to zmago predstavila kot svojo zmago. Matejko se je odločil, da bo sliko pokazal na Dunaju, da bi poudaril zasluge poljskega kralja in vojske v bitki. S svojim denarjem je najel sobo, kjer je predstavil svoja dela, vstop na projekcijo slike pa je bil brezplačen, kar je bilo v tistih časih absolutna senzacija, zahvaljujoč tej potezi so sliko videli ne le cesarska družina, ampak tudi navadni prebivalci Dunaja. Decembra 1883 je Matejko skupaj s poljsko delegacijo odšel v Rim, kjer papežu Leonu XIII. slike ni podaril kot lastno delo, temveč kot darilo poljskega naroda.
Slika prikazuje sceno, v kateri kralj Jan III. Sobieski, ki sedi na konju, izroči pismo kanoniku Denhoffu, odposlancu papeža Inocenca XI., z novico o porazu turških čet pred dunajskimi vrati.
V Vavelski stolnici je srebrna plošča z zmanjšano kopijo Matejkove slike. Ploščo je leta 1888 izdelal zlatar Józef Hakowski.